# 臺灣鎮總兵
臺灣鎮總兵官銜全名「鎮守福建臺灣總兵官」，是臺灣鎮（福建臺灣鎮）的主官，全稱，初設於清朝康熙二十三年（1684年）。在官職上屬總兵官銜，官職品等則為正二品，官署位於臺灣府城鎮北坊。臺灣鎮總兵受臺灣道加兵備銜（建省前）及福建臺灣巡撫（建省後）節制，在臺灣道未加按察使銜以前，是臺灣文武官員中唯一有權得以直接上奏給清朝皇帝的官員，上級為福建陸路提督、福建水師提督。

## 歷任總兵
- 楊文魁(首任)
- 王化行
- 穆維雍
- 王國興
- 王萬祥
- 張玉麒
- 李友臣
- 王傑
- 王元
- 崔相國
- 姚堂
- 歐陽凱
- 藍廷珍
- 陳策
- 黃英
- 藍廷珍
- 林亮
- 陳倫炯
- 王郡
- 呂瑞麟
- 蘇明良
- 馬驥
- 章隆
- 何勉
- 張天駿
- 施必功
- 陳汝鍵
- 蕭璟
- 朱光正
- 馬龍圖
- 薛瑞
- 沈廷耀
- 李有用
- 林君陞
- 李有用
- 陳勇
- 馬負書
- 馬龍圖
- 陳林每
- 馬大用
- 馬龍圖
- 林洛
- 馬龍圖
- 林洛
- 黃士俊
- 甘國寶
- 裴鏡
- 游金輅
- 楊瑞
- 甘國寶

### 福建分巡臺灣兵備道時期
- 王巍
- 龔宣
- 王巍
- 葉相德
- 戴廷棟
- 吳必達
- 章紳
- 何思和
- 金蟾桂
- 金彪
- 藍元枚
- 顏鳴皐
- 董果
- 張繼勳
- 鄭瑞
- 金蟾桂
- 張猛
- 柴大紀
- 陸廷柱
- 柴大紀
- 普吉保
- 蔡攀龍
- 普吉保

### 按察使銜分巡臺灣兵備道時期
- 奎林
- 丁朝雄
- 哈當阿
- 愛新泰
- 許松年
- 武隆阿
- 林承昌
- 慶山
- 武隆阿
- 印登額
- 觀喜
- 明保
- 趙裕福
- 蔡萬齡
- 陳化成
- 劉廷斌
- 張琴
- 達洪阿
- 保芝琳
- 昌伊蘇
- 武攀鳳
- 葉長春
- 呂恆安
- 葉紹春
- 恆裕
- 呂大陞
- 邵連科
- 林向榮
- 曾元福
- 曾玉明
- 曾元福
- 劉明燈
- 朱德明
- 楊在元
- 林宜華
- 張其光
- 吳光亮
- 楊在元
- 張家賓

### 福建臺灣巡撫時期
- 章高元
- 吳光亮
- 萬國本(末任)